# Compania Fanny Tardini-Vlădicescu
,

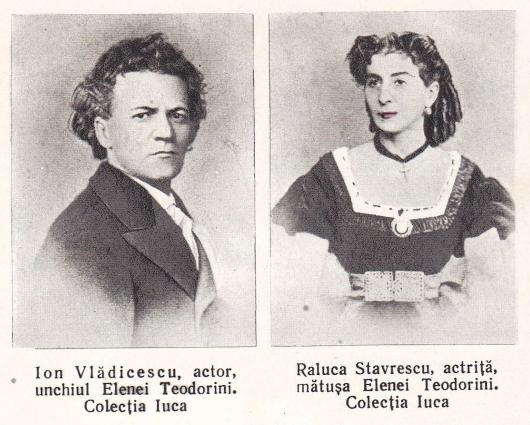
Ion Vladicescu & Raluca Stavrescu, Viorel Cosma, Elena Teodorini, Editura Muzicala, 1962

Compania Fanny Tardini - Vlădicescu a fost cea mai mare și mai bine organizată trupă teatrală din provincie, în rândurile căreia se numărau: renumita primadonă Fanny Tardini, marii actori ai secolului al XIX-lea, frații   Ion și Alexandru Vlădicescu, Raluca Stavrescu, Maria și Ion Anestin.
Influența pe care a avut-o această companie teatrală asupra poetului Mihai Eminescu este ilustrată cu multă măestrie de către Zoe Dumitrescu-Bușulenga în Eminescu, Viață, Creație, Cultură, Editura Eminescu, București, 1989. "Venirea lui Mihai la Cernăuți, în primăvara lui 1864, a coincis cu un adevărat eveniment pentru românii de acolo: la stăruința unor mari proprietari din Bucovina, a fraților Costin, trupa de teatru a fraților Vlădicescu-Tardini acceptase invitația de a da un șir de reprezentații cu piese patriotice și cu cântece românești. Reprezentațiile au avut loc în sala "Hotelului de Moldavie", cu începere de la 1/13 martie.
Timp de două luni și jumătate, în oraș a domnit un entuziasm de nedescris, mai cu seamă printre tineri și intelectuali. Elevii liceului erau nelipsiți la reprezentații, printre ei și Eminovici. Potrivirea aceasta între sosirea trupei și întoarcerea tânărului n-ar fi fost întâmplătoare, deoarece după spusele lui Teodor Burada, actorii trecuseră în prealabil și prin Botoșani, unde jucaseră de câteva ori și ar fi de crezut că existaseră încă mai înainte legături între adolescent și trupă. Valul de entuziasm care se revărsase peste populația românească în așa măsura încât tot clerul, în frunte cu mitropolitul, asistase la câteva reprezentații în ciuda canoanelor, l-a prins și pe Mihai. Până în luna mai când stagiunea a luat sfârșit, el a trăit într-o frenezie lăuntrică fără seamăn. Reacția atât de vehementă n-a fost determinată numai de exaltarea sentimentului patriotic, ca la ceilalți, deși sigur acest factor a operat la elevul iubit a lui Aron Pumnul. Pentru el se deschisese acum o nouă lume, acea a artei dramatice încorporate în elementele scenei, ale spectacolului, care atât de concrete în materialitatea lor, atrăgeau printr-o semnificație de altă natură mai adâncă."

## Ștefan Oprea

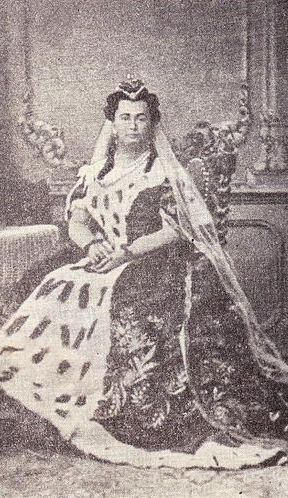
Fany Tardini în rolul reginei din Maria Tudor de Victor Hugo.

Ștefan Oprea în EMINESCU, omul de teatru, Ed. Timpul, Iași, 2000, realizează o evocare nuanțată a acelor vremuri de demult: “O etapă decisivă în strategia devenirii omului de teatru o constituie contactul adolescentului Eminescu cu trupa de actori Tardini – Vlădicescu, sosită la Cernăuți în 1864. Din entuziasmul general al gimnaziștilor cuceriți de mirajul scenei, se desprinde frageda personalitate a poetului – spectatorul cel mai avizat, care trăiește, acum, revelația unei vocații. Mărturisește colegilor că scrie poezii și că a început să scrie o piesă de teatru, dar nu le arată nimic”.. Desigur, încercarea de a scrie teatru trebuie pusă în relație directă cu spectacolele acestei trupe, căci iată căt de fascinat era de evoluția scenică a actorilor: "
La reprezentațiuni, Eminescu era numai ochi și urechi.  Nemișcat, pironit cu ochii asupra actorilor, nu aplauda, nu vorbea, ci numai sorbea fiecare cuvânt și fiece melodie, făcea haz mare de comicul Comino și se supăra grozav când vreun coleg îl întreba ceva sau lumea aplauda, fiindcă asta făcea să piardă șirul frazelor. Când cortina cădea, el se ridica plin de replicile și de melodiile piesei, pe care o trăise cu intensitate." . (…) Profesorul I. Sbiera, înlocuitor a lui Aron Pumnul, aduce o mărturie edificatoare despre pasiunea lui Eminescu pentru teatru, izbucnită în urma contactului cu trupa Tardini – Vlădicescu. Într-o scrisoare, din 1889, către Titu Maiorescu, el nota: “M. Eminescu, spirit deștept și inima ușor impresionabilă, n-a rămas scutit de efectele reprezentațiunilor; asupra lui au făcut o înrâurire chiar mai mare…Teatrul l-a abătut de la studiile sale gimnaziale, voia și el să fie actor și autor dramatic! și-așa  a părăsit gimnaziul (…) Teatrul aprinsese creierii și la alți tineri, mai puțin impresionabili decât Eminescu, și-i făcuse a urmări câtva timp trupa Fany Tardini! “ 
Trupa Tardini – Vlădicescu l-a clarificat pe deplin asupra relației sale cu teatrul, relație care va continua – după lungi pereglinări prin țară (Blaj, Sibiu, București, Giurgiu) - cu trupa Iorgu Caragiale, care îl descoperise la Giurgiu și îl angajase ca sufleour.“
Între anii 1870-1871 răzeșul Petrache-Liciu-Caia, bunicul marelui actor Petre Liciu, a construit Sala Roxy, primul local special amenajat pentru teatru.  Aici va juca în 1876 vestita companie teatrală condusă de Fani Tardini și frații Alexandru și Ioan Vlădicescu. Arhivat în 29 martie 2010, la Wayback Machine.

## Mihail Eminescu fugar
Mihail Eminescu fugar.  "Cu trupa Fany Tardini a plecat de două ori. Prima oară acum, la sfârșitul lunii mai 1864, mânat de entuziasmul său tineresc și de primăvara târzie, hotărât să cunoască îndeaproape existența actorilor care-i părea minunată. Mișcarea înceată a camioanelor purtând pe șoseaua prăfuită, decorurile și recuzita scenică, veselia vorbăreață a actorilor care le însoțeau, zgomotul instalării, nelipsitul trac, neliniștea generală dinaintea reprezentației, fierbințeala succesului, chiar interesul pentru rețețele, cât de modeste, realizate, erau pentru adolescent noutățile unui mediu care-l umplea cu plăcere.
Viața trupei ambulante era o fierbere necontenită, fierbere foarte pe placul energiilor neistovite ale primei tinereți, gata oricând să se reverse și folosindu-se de orice prilej pentru aceasta.(...)Deodată, în martie 1865, și-a prezentat precipitat demisia la post, atât de precipitat încât nu și-a așteptat nici salariul pe luna februarie, pe care îl va lăsa să-l încaseze fratele Șerban. Pretextul fusese servit mai înainte colegilor: continuarea studiilor la Cernăuți.
Realitatea s-a dovenit însă alta. Trupa Tardini se afla încă de la începutul stagiunii, din noiembrie 1864, din nou în Bucovina și la 9 martie încheia șirul reprezentațiilor, urmând să pornească mai departe. Mihai știa de mai înainte, după toate probabilitățile, data părăsirii Cernăuților și faptul că a ajuns în oraș în ajunul plecării trupei arată premeditatea celei de-a doua pribegii în tovărășia actorilor. A fost văzut în treacăt la ultimele reprezentații și după aceea a dispărut din nou. Se pare că, în acea primăvară a anului 1865, a trecut și prin câteva orașe din Ardeal, tot însoțind trupa." 

## Fanny Tardini

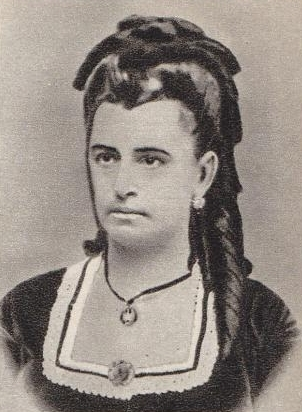
Fanny Tardini

Fanny Tardini (1823-1902), actriță de origine italiană care și-a adus o contribuție la dezvoltarea teatrului în orașul Galați. Teatrul Dramatic din Galați îi poartă numele în prezent. Mulți dintre cei care astăzi văd scris numele "Fani Tardini" pe fațada clădirii Teatrului Dramatic, nu știu că în 1864 actrița a adresat municipalității gălățene o cerere în care solicita o subvenție necesară pentru a concepe "un teatru demn de înalta și frumoasa misie".
În 1908, Junimea literară titra : Pe vremuri, Fani Tardini fusese zeificată. Se zicea că era o splendoare de frumusețe și artistă de mare temperament. Și așa a fost, între întemeietorii teatrului român. Cu frații Vlădicescu a cutreierat Țara Românească și toate țările românești, dând alarma deșteptării.

## Ion Vlădicescu

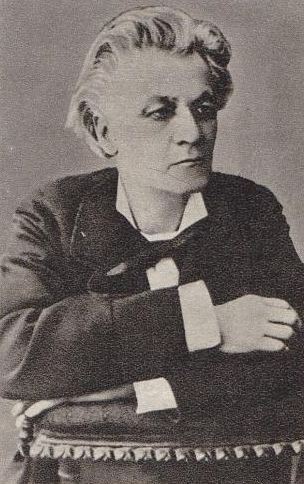
Ion Vlădicescu

Ion Vlădicescu (1831 - 1895) actor cu voce plăcută, delicat, cu un joc de scenă sever, plin de încredere și foarte natural, juca mai mult comedie. Ion Vlădicescu ia în căsătorie pe Raluca Stavrescu, mătușa Aristizzei Romanescu și a Elenei Teodorini. În București este angajat jucând sub direcțiunile lui Dimitriade, Millo, Caragiale și Pascaly.
Împreună cu fratele său mai mic Alexandru Vlădicescu și cu Fanny Tardini, care conducea o trupă teatrală, neobosită și cu meniri importante în promovarea teatrului românesc cutreieră aproape toată țara. "Bătând provinciile Românești, duce printre primii fiorul neaoșei vorbiri în Bucovina și Transilvania. Are parte, o vreme, să-i șoptească din cușca privatistul fugit de la Cernăuți, copilandrul Mihail Eminescu, viitorul Luceafăr". Cât a activat la Craiova, acest "actor chipeș, distins, elegant, talent nativ, care rupe în orice rol, cu mare simpatie în public (...), mult mai înzestrat decât fratele său Alexandru Vlădicescu ", a interpretat cu mare succes roluri comice, în melodrame, în scenetele lui Vasile  Alecsandri.
Puținele mărturii documentare din acea perioadă ni-l prezintă ca interpret în opera românească Papelka de K.T. Wagner (în rolul Căpitanului, jucând alături de Maria Teodorini, Costache Serghie) și în Baba Hârca.
Portretul actorului Ion Vlădicescu este ilustrat cu mult talent de către Petre Sturza:
„La hotel Eckstein, unde trăsese toată trupa noastră, într-o odaie în fundul coridorului la 2-3 camere departe de a mea ședea un domn mic, slab, ras, cu părul mare alb dat pe spate și care trecea zilnic pe dinaintea ușii mele. Figura palidă, privirea caldă, mâinile mici, gesturile puține și delicate îmi atraseră numaidecât luarea aminte. Aflai că este conu Iancu Vlădicescu, fratele mai mare al lui Alexe Vlădicescu. Era un bătrânel simpatic, cu destulă cultură și care - din pricina slăbiciunii pe care a avut-o întotdeauna pentru cei mai bătrâni ca mine - mi-a devenit simpatic numaidecât. Avea pe atunci peste 60 de ani, dar era delicat și modest ca o fată mare. Se vede că i-am plăcut și ea, fiindcă ne-am împrietenit și tot timpul cât am stat la Galați eram nedespărțiți. Era instruit, la curent mai cu tot ce apărea relativ la artă, așa încât conversațiile noastre ne erau lipsite de interes.
Avea bătrânul un spirit fin, malițios și un dar de observație neobosit. Cu toate că mai în vârstă decât fratele său Alexandru, aveau un cult pentru el, în care intra o dragoste maternă, ca să zic așa - o grijă neîncetată de a-l apăra, deși Alexandru era mai înalt, mai chipeș și mai voinic decât bătrânul. Dacă Alexandru era bun actor, atunci fratele său Ion era un adevărat artist, unul dintre cei mai de seamă comici de pe vremuri. Se zice că la spectacolele trupei Vlădicescu, când Alecu era în scenă, nenea Iancu păzea liniștea în culise, oprind actorii să vorbească și să facă zgomot, ca să nu distragă pe Alecu care joacă. Odată pe când se juca o veche melodramă, Săracii cu haine negre, în care nenea Iancu juca Bigot, un rol de june comic, iar Alexandru pe protagonistul piesei, în timp ce acțiunea se desfășura pe scenă, în culise Iancu gata costumat și grimat - ca de obicei - păzea liniștea, să nu fie tulburat Alecu. Deodată din scenă se aude șoptindu-se:
- Bigot, să intre Bigot, unde-i Bigot?
Nenea Iancu  - Bigot însuși - ocupat cu poliția culiselor aude șoaptele din scenă și zice și el supărat:
- N-auziși, poftim iar s-a supărat Alecu; Bigot, care-i Bigot? Să intre frate Bigot.
- Păi, d-ta ești, nene Iancule, nu vezi? îi zice cineva arătându-i costumul.
- Așa-i, că bine zici, iacă, am uitat uita-m-ar relele, zice nenea Iancu, intrând grăbit în scenă pe când actorii se priveau între ei zâmbind.”— Petre Sturza

## Alexandru Vlădicescu

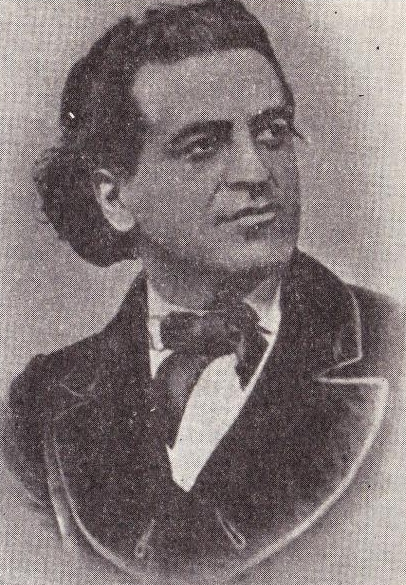
Alexandru Vlădicescu

Alexandru Vlădicescu (1842-1903) a făcut parte la început din trupa lui Mihail Pascaly. Din 1864 și-a alcătuit el însuși o companie teatrală intitulată Fanny Tardini - Vlădicescu cu care a colindat orașele moldovene, trecând în Transilvania, la Brașov (1865-1866). Repertoriul trupei cuprindea melodrame și piese senzaționale, comedii originale și traduceri din literatura franceză. Trupa teatrală, în care Alexandru Vlădicescu era director și regizor, s-a destrămat în 1895, după trecerea în neființă a lui Ion Vlădicescu.

## Raluca Stavrescu

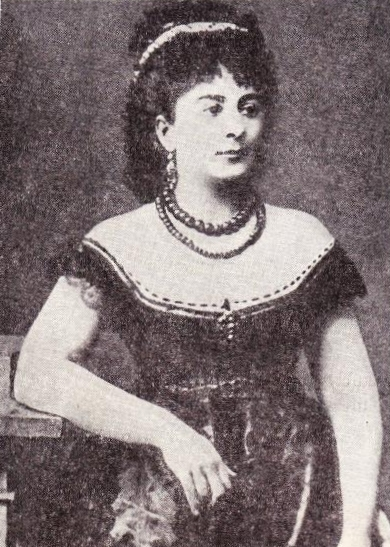
Raluca Stavrescu

Raluca Stavrescu (1830-1882), actriță de mare temperament, sora Mariei Teodorini (mama Elenei Teodorini) și a Paulinei Stavrescu (mama Aristizzei Romanescu), a fost căsătorită cu actorul Ion Vlădicescu. 
După ce a terminat Școala Superioară la București, s-a înscris la Școala de Declamație a lui Costache Mihăileanu. "De statură înaltă, cu ochi expresivi, o adevărată orientală, înzestrată de natură cu o mare putere fizică pe scenă, s-a remarcat mai cu deosebire în roluri de mamă. Juca drama până la lacrimi, iar comedia cu o fină cochetărie" (v. Caietul-program, al stagiunii 1929-1930, Ramuri, Craiova, p. 22. După anii de studii se număra printre primii societari ai Societății Artiștilor Dramatici (alături de Millo, Pascaly, C. Dimitriade, Ștefan Iulian, Mateescu, I. Cristescu, I. Panu, Eufrosina Popescu, Frosa Sarandy, Amelia Welner și Maria Flechtenmacher. A fost angajată în trupa lui Caragiale, la inaugurarea Teatrului Național din București, în 1852. În 1853 a fost adusă la teatrul din Craiova, unde desfășoară o vie și rodnică activitate teatrală. Artista instruită a tradus piesa Viața unei comediene de A. Bourgeois și Theodore Barriere, în care juca rolul Olimpiei.
Aristizza Romanescu și-a prezentat talentata mătușă în termeni elogioși: " Raluca Stavrescu, o brunetă frumoasă, cu o voce de zguduia sala, cu o expresie în ochi cum nu am mai văzut de atunci, decât la Maria Laurent, cu calități dramatice extraordinare." 

## Trupa Fanny Tardini-Vlădicescu într-o istorie de teatru inedită
"După zadarnica încercare de a obține de la Ministerul Școalelor o bursă pentru frecventarea cursurilor gimnaziului din Botoșani, Mihai Eminescu pornește din nou pe drumul Cernăuților, în luna martie 1864. Avea 14 ani. I-a asigurat tatăl, căminarul, subsidiile, I-au dăruit rude înstărite din Botoșani cu bani trebuitori? Biografii comentează cu vădită prudență, în absența documentelor.
Temeinicul memorialist Teodor Stefanelli (Amintiri despre Eminescu, București 1914) vorbește despre revenirea neașteptată a nestatornicului școlar în capitala Bucovinei, o dată cu primele spectacole ale trupei teatrale conduse de Fanny Tardini și de soțul ei Al. Vlădicescu. Era întâiul turneu al unui ansamblu românesc în imperiul hasburgic, "și a avut o deosebit de mare înrăurire asupra dezvoltării vieții și activității din Bucovina" 
Teodor Burada, în a sa istorie a teatrului moldav, ne încredințează că trupa Tardini-Vlădicescu zăbovise mai întâi în Botoșani la începutul anului 1864. Pare-se, că adolescentul care nu reușise să se pună de acord cu ordinea școlară în orașul natal "se supuse unui gând nou: să se duca la Cernăuți după trupa de teatru Vlădicescu-Tardini, captivat, se vede, de cele câteva spectacole pe care ea le dase la trecerea prin Botoșani" 
Trupa era formată din 17 persoane, cu repertoriu bogat, 33 de piese, majoritatea semnate de Matei Millo și V. Alecsandri, dar și de M. Pascally, Costache Caragiale, I Anestin (distribuțiile serale, la Teodor Bălan, Trupa Fanny Tardini în Bucovina, 1864 și 1865, Buletinul "Mihai Eminescu". n-rele 9, 12, 12, 1930-1934). Inițiativa turneului au avut-o frații Costin, însoțiți, într-un "comitet teatral" cu Alecu și Gheorghe Hurmuzachi. Demersuri oficiale s-au făcut întâi pentru douăzeci de reprezentații în abonament.

## Reprezentația de adio
Tot actorul Petre Sturza cu un inegalabil talent evoca acest eveniment:
"În cursul iernii (1898) odată cu reprezentația piesei Necinstiții avuseseră loc reprezentațiile de adio ale lui Alexandru Vlădicescu și ale doamnei Fany Tardiny-Vlădicescu, care la finele Necinstiților jucau Concine, comedie cu cântece de Vasile Alecsandri. Aveau ceva duios în această scenă în care amândoi păreau a-și trăi propria lor viață trecută. Bătrâna a stat tot timpul pe un scaun, în culise, să vadă piesa Necinstiții. După finele actului al II-lea, m-a chemat la ea, m-a cuprins în brațe și emoționată, cu lacrimile în ochi și m-a sărutat." (v. Petre Sturza, Op. Citată p. 153).

## Distinctii ale artistilor
Aristizza Romanescu, Elena Teodorini, Fanny Tardini , Raluca Stavrescu, Ion si Alexandru Vlădicescu,  fac parte din distinsa familie “aristocrată” a artitistilor lirici si dramatici ai secolului al XIX-lea.